# John Franklin Rixey

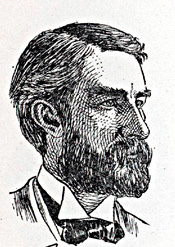
John Franklin Rixey

John Franklin Rixey (* 1. August 1854 im Culpeper County, Virginia; † 8. Februar 1907 in Washington, D.C.) war ein US-amerikanischer Politiker. Zwischen 1897 und 1907 vertrat er den Bundesstaat Virginia im US-Repräsentantenhaus.

## Werdegang
John Rixey war der jüngere Bruder von Presley Marion Rixey (1852–1928), dem Chefarzt der United States Navy und Leibarzt der Präsidenten William McKinley und Theodore Roosevelt. Er besuchte die öffentlichen Schulen seiner Heimat und die Bethel Academy. Danach studierte er an der University of Virginia in Charlottesville. Nach einem anschließenden Jurastudium und seiner 1876 erfolgten Zulassung als Rechtsanwalt begann er in Culpeper in diesem Beruf zu arbeiten. Von 1879 bis 1891 war er Bezirksstaatsanwalt im Culpeper County. Gleichzeitig schlug er als Mitglied der Demokratischen Partei eine politische Laufbahn ein.
Bei den Kongresswahlen des Jahres 1896 wurde Rixey im achten Wahlbezirk von Virginia in das US-Repräsentantenhaus in Washington gewählt, wo er am 4. März 1897 die Nachfolge von Elisha E. Meredith antrat. Nach vier Wiederwahlen konnte er bis zu seinem Tod am 8. Februar 1907 im Kongress verbleiben. In diese Zeit fiel der Spanisch-Amerikanische Krieg von 1898. Im November 1906 war Rixey bereits für die nächste Legislaturperiode wiedergewählt worden; er starb aber, bevor er diese antreten konnte. Bei einer Nachwahl wurde Charles Creighton Carlin als sein Nachfolger in den Kongress gewählt.